# Biosphärenreservat Dana

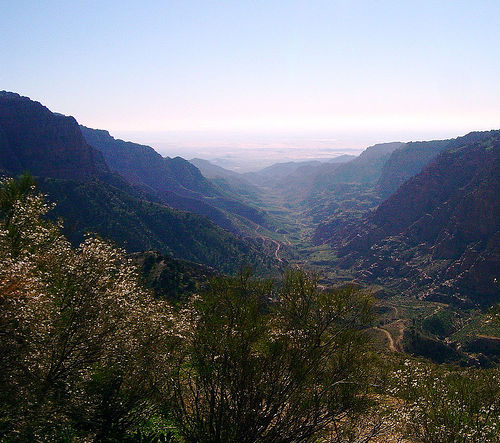
Wadi Dana

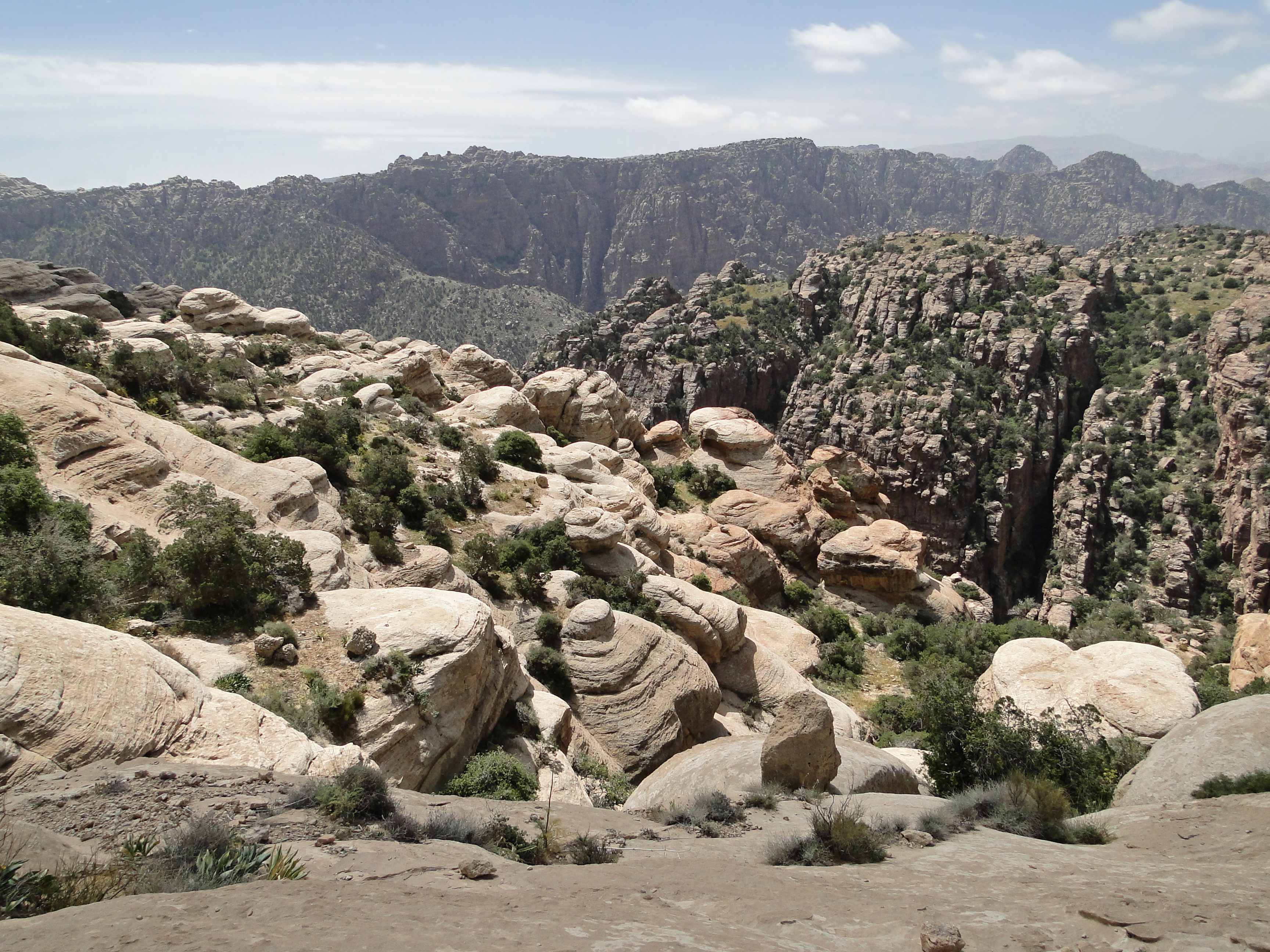
Landschaft im Dana-Reservat

Das Biosphärenreservat Dana (arabisch محمية ضانا للمحيط الحيوي, DMG Maḥmiyyat Ḍānā li-l-Muḥīṭ al-Ḥayawī) ist mit 320 Quadratkilometern das größte Naturreservat Jordaniens. Es liegt etwa 20 km südlich von Tafileh an der Königsstraße. Das 1989 eingerichtete Biosphärenreservat ist das Älteste von acht jordanischen Naturreservaten.
Das Biosphärenreservat Dana umfasst das Wadi Dana mit seinen Nebentälern. Der Höhenunterschied in dieser bergigen Region reicht von 300 m ü. NN bis zu 1700 m hohen Felsplateaus. Der Großteil des Reservats ist nur zu Fuß über Wanderwege zu erreichen. In Dana wird überwiegend sanfter Tourismus praktiziert, der mit der Natur in Einklang steht. So gibt es nur ein Resthouse – große Hotelburgen gibt es erst wieder in Petra.

## Flora und Fauna
Im Dana-Reservat gibt es über 800 Pflanzenarten. Drei davon gibt es nur hier. Dana ist auch die Heimat von zahlreichen Vögeln und Säugetieren. Darunter sind auch bedrohte Tierarten wie der Nubische Steinbock, der Wüstenluchs, die Streifenhyäne oder der Zederngirlitz.